# Hermann Wilhelm Hach

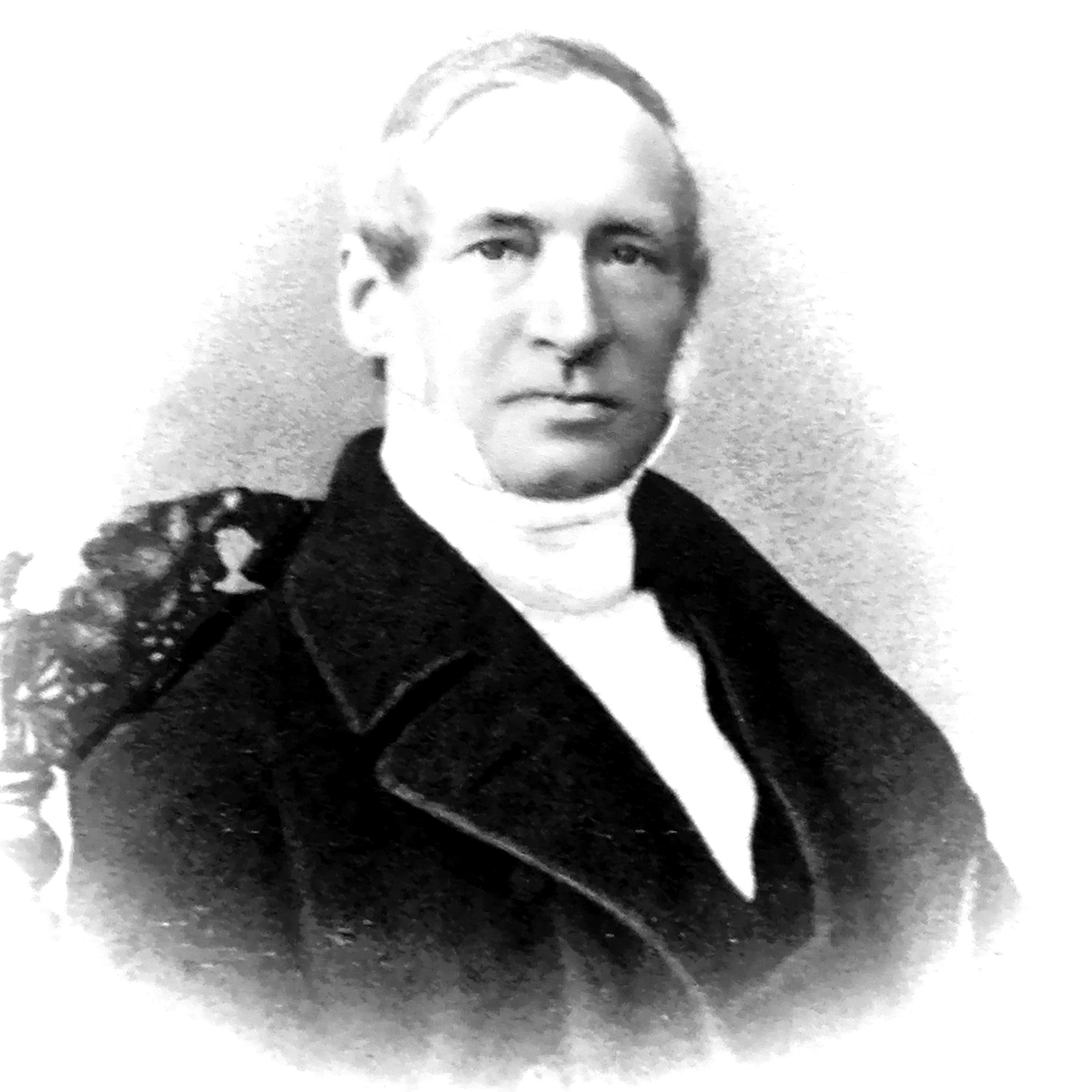
Senator Hermann Wilhelm Hach

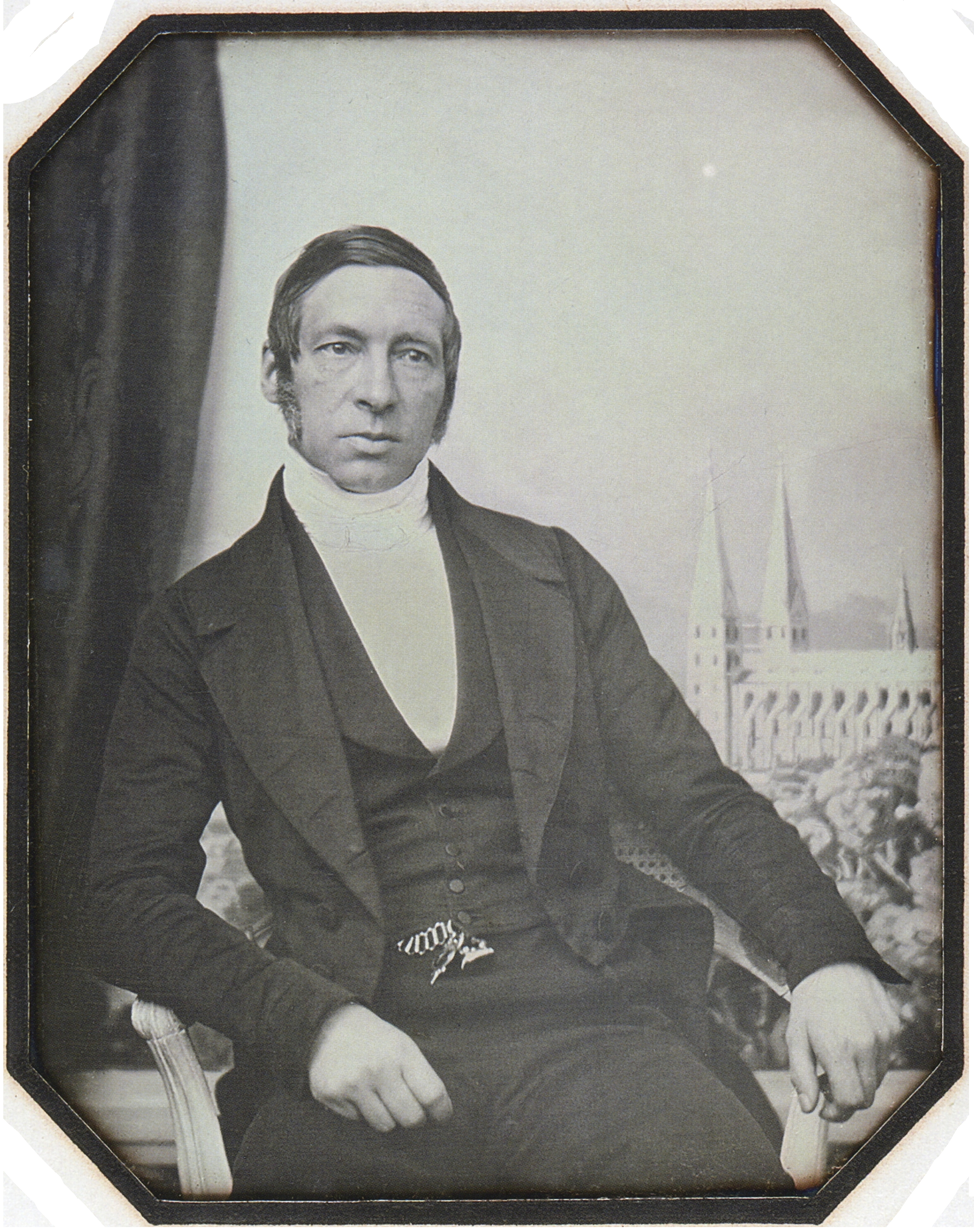
Hermann Wilhelm Hach (um 1845)

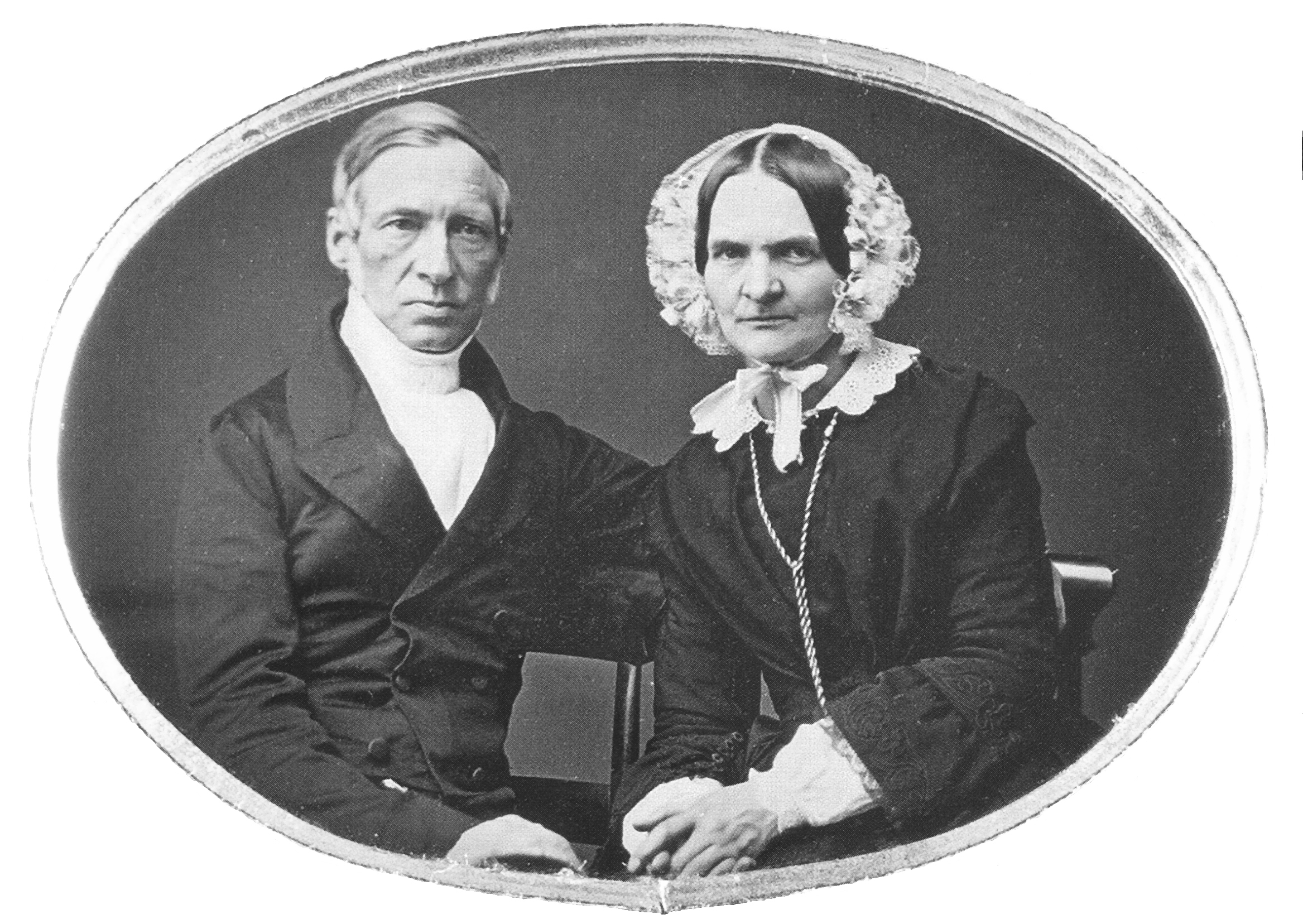
Hermann Wilhelm und Ernestine Hach, 1856

Hermann Wilhelm Hach (* 12. März 1800 in Lübeck; † 1. Dezember 1867 ebenda) war ein deutscher Jurist und Senator der Hansestadt Lübeck.

## Leben
Hach wurde als Sohn des Niedergerichtsprokurators, späteren Lübecker Ratsherrn und zuletzt Oberappellationsgerichtsrates am Oberappellationsgericht der vier Freien Städte Johann Friedrich Hach geboren. Er besuchte das Katharineum zu Lübeck und studierte nach dem Abitur 1818 Rechtswissenschaften in Jena, Berlin und Göttingen. Er promovierte zum Dr. der Rechte. 1822 wurde er Advokat in Lübeck und 1824 Landgerichtsprokurator. Dem Lübecker Landgebiet lebenslang eng verbunden, gründete er 1826 den Lübecker Feuerversicherungsverein der Landbewohner, also für die Lübecker Bevölkerung außerhalb der Lübecker Landwehr und in den Lübecker Exklaven. 1845 wurde er in den Rat der Stadt erwählt, wo er ab 1853 bis zu seinem Tod, ab 1857 als Präses, im Finanzdepartement der Stadt wirkte. Der Justizkommission gehörte er von 1853 bis 1865, der Kommission für kirchliche Angelegenheiten von 1853 bis 1867 und der Verfassungskommission von 1855 bis 1867 an. Daneben war er von 1859 bis 1864 Mitglied der Schuldeputation und von 1861 bis 1866 ständiger Senatskommissar für die Verhandlungen mit der Bürgerschaft.
Hach war 1863–65 Vorsteher der Stiftung Johanniskloster und 1866–67 Vorsteher des Heiligen-Geist-Hospitals. 1866/67 leitete er die letzte Bergedorfer Visitation vor der Abgabe des Lübecker Anteils am Beiderstädtischen Amt Bergedorf an Hamburg. Von 1851 bis 1854 war er Direktor der Gesellschaft zur Beförderung gemeinnütziger Tätigkeit in Lübeck.
Hach war seit 1831 mit Johanna Ernestine, einer Tochter von Georg Arnold Heise, verheiratet. Die beiden fünf Kinder: den Verwaltungsjuristen und Historiker Adolph Hach (1832–1896), den Dispacheur Julius Hach (1834–1881), den Senatssekretär Eduard Hach (1841–1917), den Kunsthistoriker Theodor Hach (1846–1910) und die Tochter Adelheid Hach (1835–1869).
Sein politischer Nachlass befindet sich im Archiv der Hansestadt Lübeck und ist teilweise bearbeitet.

## Werke
- Theses / qvas ... pvblice defendet Hermannvs Gvilielmvs Hach .. Gottingae typis J. C. Baier, typogr. acad., 1821